# Lucelia Blanco
Lucelia Blanco, née le 19 juin 1982 à Barranquilla, est une grimpeuse vénézuélienne. Elle participe à la coupe du monde d'escalade de vitesse ainsi qu'aux championnats panaméricains d'escalade de bloc et de vitesse.

## Palmarès

### Coupe du monde d'escalade
- 2008
  -  Médaille d'or en vitesse[1]
- 2010
  -  Médaille de bronze en vitesse[2]

### Championnats panaméricains
- 2012
  -  Médaille d'or en vitesse
- 2010
  -  Médaille d'or en vitesse
  -  Médaille d'argent en bloc